# Stomphastis dodonaeae
Stomphastis dodonaeae är en fjärilsart som beskrevs av Lajos Vári 1961. Stomphastis dodonaeae ingår i släktet Stomphastis och familjen styltmalar.
Artens utbredningsområde är Madagaskar. Inga underarter finns listade i Catalogue of Life.